# Dalarnas fornminnes- och hembygdsförbund
Dalarnas fornminnes- och hembygdsförbund (DFHF) är ett samlande organ för hembygdsrörelsen i Dalarna.
Förbundet är en sammanslutning av lokala hembygds- och fornminnesföreningar eller andra inom förbundets område verksamma föreningar med motsvarande syften.
Dalarnas fornminnes- och hembygdsförbund har till uppgift att
- värna om Dalarnas och dess bygders kulturhistoria
- verka för vården av kultur och miljö
- främja den lokalhistoriska forskningen
- arbeta för barn och ungdom
- samverka med länsstyrelsen, kommuner, folkrörelser och kulturvårdande organisationer
- anordna kurser, seminarier och konferenser

Intresset för att bevara hembygdens kulturhistoria, 1905 lades grunden till Gagnefs minnesstuga, 1907 bildades Bjursås fornminnes- och hembygdsförening, och 1908 uppfördes en parstuga från 1776 av hembygdsföreningen i Hedemora. Dalarnas Hembygdsförbund bildades år 1915 på Gustaf Ankarcronas gård Holen i Tällberg, och slogs år 1930 samman med Dalarnas fornminnesförening (bildad 1862) och man bildade Dalarnas fornminnes- och hembygdsförbund.

Dalarnas fornminnes- och hembygdsförbund utgör tillsammans med Landstinget Dalarna stiftare till Stiftelsen Dalarnas museum.